# Danilo Glasser
Danilo Glasser foi integrante da Seleção Brasileira entre 1998 e 2009. Ele participou das Jogos Paralímpicos de Verão de 2004.
Obteve 12 medalhas em Parapan-Americanos; nove de ouro e sete em mundiais.